# Сансет Вали (Тексас)
Сансет Вали (енгл. Sunset Valley) град је у америчкој савезној држави Тексас. По попису становништва из 2010. у њему је живело 749 становника.

## Демографија
Према попису становништва из 2010. у граду је живело 749 становника, што је 384 (105,2%) становника више него 2000. године.
| Група             | 2000.       | 2010.       |
| Белци             | 309 (84,7%) | 532 (71,0%) |
| Афроамериканци    | 0 (0,0%)    | 10 (1,3%)   |
| Азијати           | 5 (1,4%)    | 59 (7,9%)   |
| Хиспаноамериканци | 45 (12,3%)  | 133 (17,8%) |
| Укупно            | 365         | 749         |